# Schloss Leifling

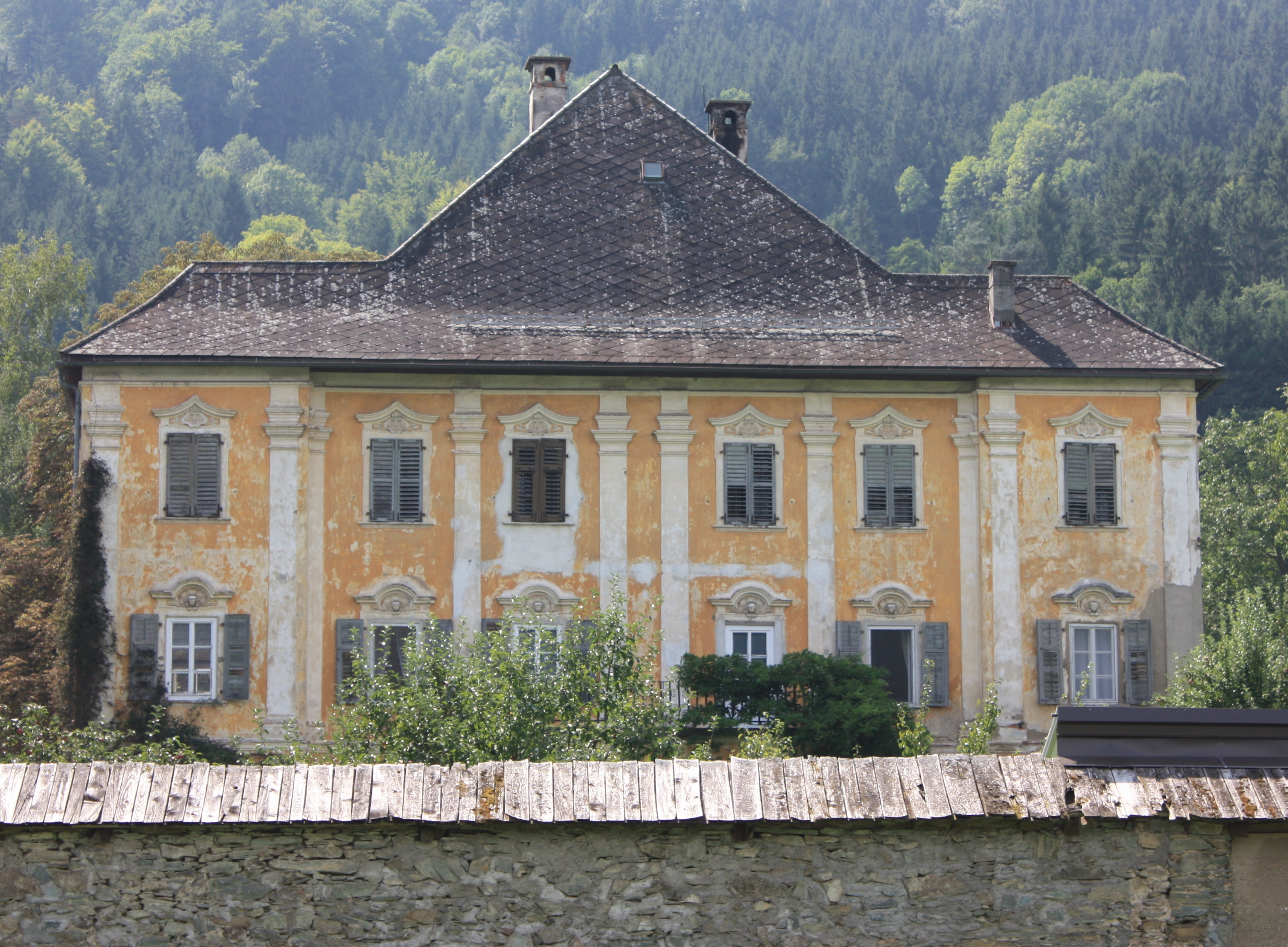
Schloss Leifling.

Schloss Leifling, även benämnt Schloss Eberwein, är ett slott beläget i Neuhaus i österrikiska Kärnten. Slottet, som ligger 300 meter från den slovenska gränsen, härstammar sannolikt från 1400-talet. Under 1700-talets första hälft byggdes det om i barockstil.

### Webbkällor
- ”Eberwein (Leifling)” (på tyska). Burgen Austria. Arkiverad från originalet den 25 augusti 2013. https://www.webcitation.org/6J8uWgP4C?url=http://www.burgen-austria.com/archive.php?id=578. Läst 25 augusti 2013.